# Diocèse de Skara
Le diocèse de Skara est l'un des diocèses de l'Église luthérienne de Suède. Son siège épiscopal se situe à la Cathédrale de Skara.
Son territoire s'étend sur l'essentiel du Comté de Västra Götaland.